# Women in Black
Women in Black (hebräisch נשים בשחור; deutsch: Frauen in Schwarz) ist eine Anti-Kriegs-Bewegung von Frauen mit geschätzt 10.000 Aktivistinnen rund um die Welt. Die erste Gruppe wurde 1988 in Jerusalem gegründet.

## Geschichte

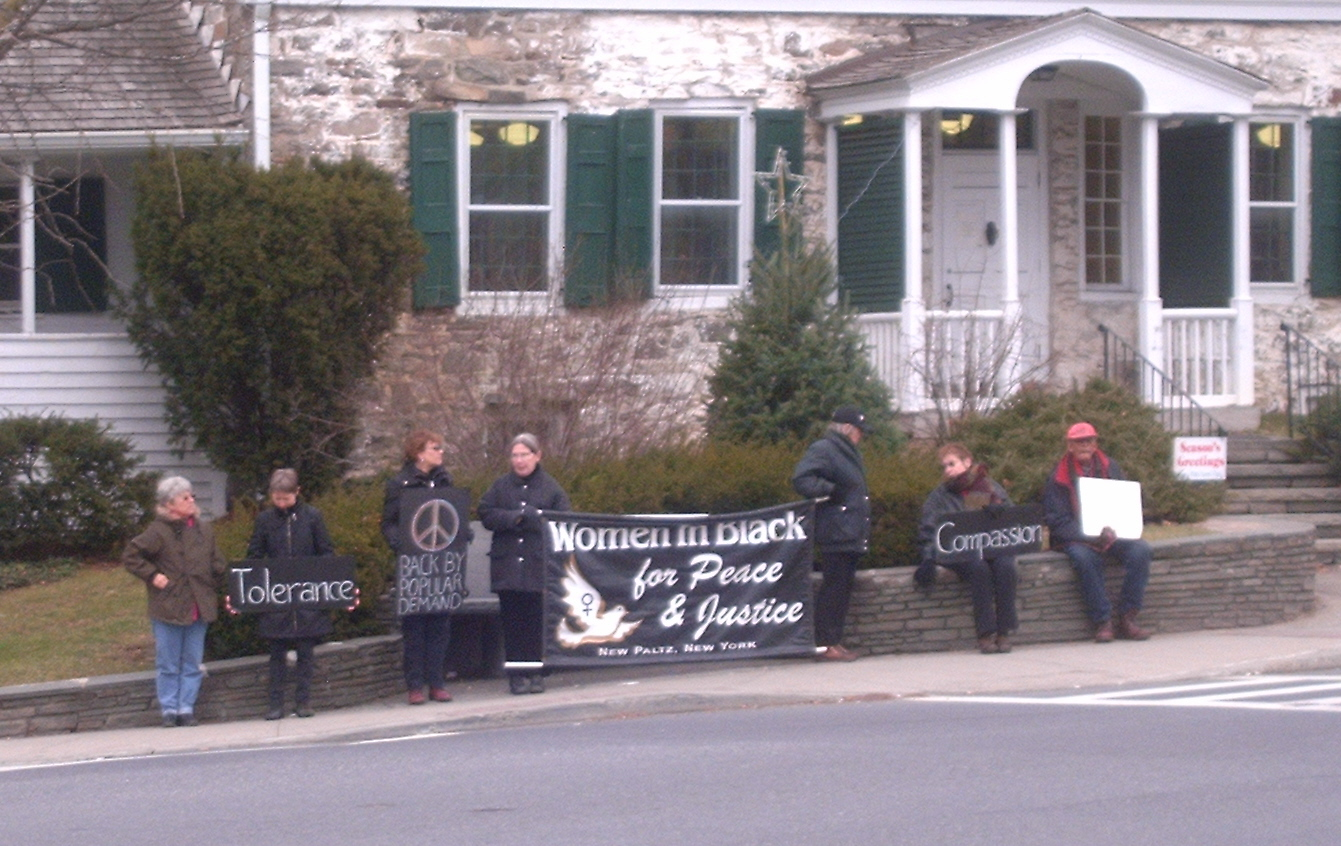
Women in Black bei einem Protest in New Paltz, New York

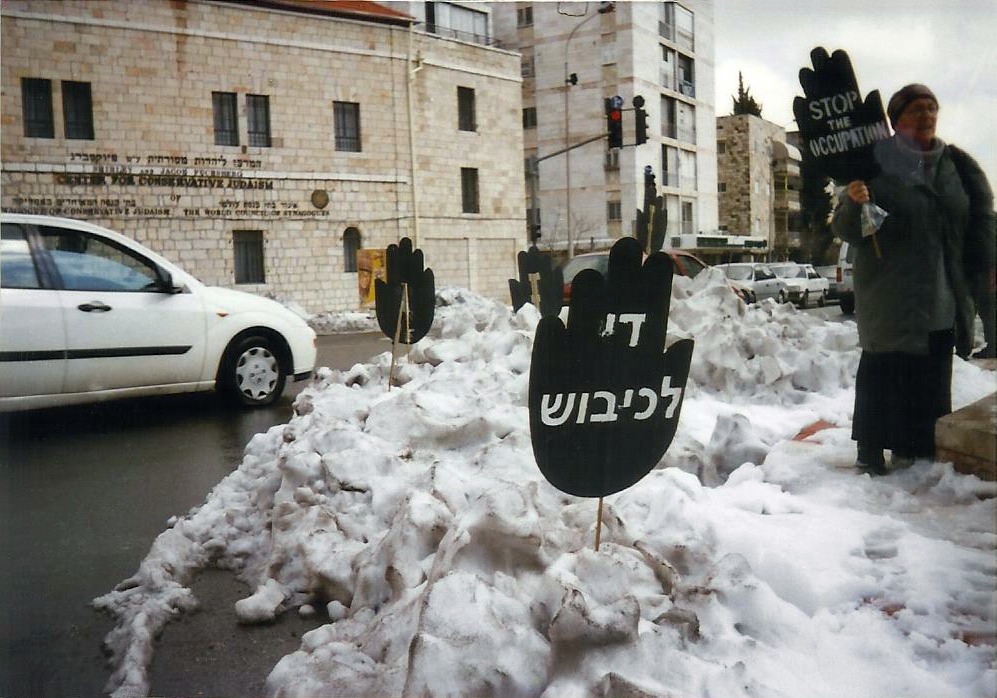
Women in Black bei einem Protest am Paris Square, Jerusalem, mit den charakteristischen Stoppschildern mit der Aufschrift „Stoppt die Okkupation“ in drei Sprachen

Die Bewegung Women in Black kann als eine Antwort darauf angesehen werden, dass sie schwere Menschenrechtsverletzungen durch israelische Soldaten in den besetzten Gebieten erlebt haben. Die Frauen hielten jeden Freitag im Zentrum von Jerusalem eine Mahnwache, während deren sie schwarze Kleider trugen, um Trauer für alle Opfer des Konflikts auszudrücken. Ursprünglich hatte die Gruppe keinen Namen, wurde aber schnell mit den schwarzen Kleidern identifiziert, was auch half, charakteristische und schwer zu ignorierende Demonstrationen zu schaffen.
Schnell breitete sich die Initiative aus zu anderen Orten in Israel, wo Frauen wöchentlich auf zentralen Plätzen von Städten oder an wichtigen Kreuzungen standen. Früh wurde beschlossen, dass die Bewegung kein formelles Programm haben sollte neben dem Widerstand gegen die Okkupation. Lokale Gruppen waren autonom in der Entscheidung über Fragen wie ob die Teilnahme auch Männern offenstehen sollte, und es gab viele politische Unterschiede zwischen den einzelnen Gruppen. Auf dem Höhepunkt der Intifada gab es dreißig Mahnwachen an verschiedenen Orten in ganz Israel. Nach dem Beginn des Oslo-Friedensprozesses 1993, als Frieden in greifbarer Nähe zu sein schien, schrumpfte die Anzahl, stieg aber wieder, nachdem die Hoffnungen zerschlagen wurden durch neue Gewaltausbrüche.
Die ersten Mahnwachen in anderen Ländern wurden in Solidarität mit der israelischen Gruppe gehalten, aber nahmen bald auch andere soziale und politische Themen auf. Besonders bemerkenswert war die Women in Black Gruppe im ehemaligen Jugoslawien, die sich in den 1990er Jahren dem grassierenden Nationalismus, Hass, und Blutvergießen entgegenstellte, und oft Gewalt von Seiten der Nationalisten begegnete.
Women in Black in Indien wehren sich gegen Hindu-Fundamentalismus und die Gewalt, die er über Frauen brachte. In Italien protestieren Women in Black gegen Krieg und organisiertes Verbrechen. In Australien stellen sich Women in Black gegen häusliche Gewalt.
Deutschlandweit gibt es die Frauen in Schwarz in ca. 12 Städten.
Während jede Gruppe frei ihren eigenen Ziele und Aktivitäten nachgehen kann, stehen die Frauen in regelmäßigem Kontakt via E-Mail und Internet und halten jährliche internationale Konferenzen. Die am meisten verbreitete Strategie ist es, in regelmäßigen Abständen zusammen an öffentlichen Orten zu stehen, oft schweigend, außer wenn Fußgänger Fragen stellen, die sich manchmal zu Diskussionen entwickeln.

## Kontroverse
In einem Fall wurde eine Gruppe von Women in Black in den USA beschuldigt, amerikanische Soldaten zu verspotten und nicht zu respektieren. In Athens, Georgia hielt bei einem Protest eine nicht identifizierte Person, angeblich kein Mitglied des Militärs, aber eine Uniform tragend, mit pazifistischen Buttons daran, zusammen mit den Women in Black Schilder.
Women in Black in Austin, Texas, erklärten, wöchentliche Mahnwachen abhalten zu wollen gegen die Bombardierung von Afghanistan durch das US-Militär nach den Anschlägen vom 11. September.

## Auszeichnungen
Im Jahr 2001 wurde die Bewegung mit dem Millennium Peace Prize for Women des United Nations Development Fund for Women ausgezeichnet. Im gleichen Jahr waren die Women in Black Gruppen in Israel und in Serbien nominiert für den Friedensnobelpreis.

## Bibliographie
- Gary L. Anderson Kathryn G. Herr: Encyclopedia of activism and social justice. SAGE Publications, Thousand Oaks 2007, ISBN 978-1-4522-6565-0, S. 1477–9 (englisch, google.co.il).
- Chava Frankfort-Nachmias Erella Shadmi: Sappho in the Holy Land : lesbian existence and dilemmas in contemporary Israel. State University of New York Press, Albany 2005, ISBN 978-0-7914-6318-5, S. 191–210 (englisch, google.co.il).